# بویو
بویو یا پویو (هانگول: 부여; تلفظ کره‌ای: [pu.jʌ]; چینی سنتی: 夫餘; پین‌یین: Fūyú or 扶餘 Fúyú)، همچنین فویو نیز نامیده شده است، پادشاهی باستانی بود که مرکز آن در شمال منچوری در شمال شرقی چین امروزی بود. معمولاً یک پادشاهی کره ای در نظر گرفته می‌شود و با مردم یمائک که اجداد کره‌ای‌های امروزی به حساب می‌آیند، پیوندهایی داشت. بویو سلف اصلی پادشاهی‌های کره ای گوگوریو و بکجه است.
طبق کتاب لیتر هان، در ابتدا تحت نظر و تسلط فرماندهی زوانتو، یکی از چهار فرماندهی هان در هان غربی قرار گرفت. بویو در اواسط قرن اول پس از میلاد به عنوان متحد مهم آن امپراتوری برای مقابله با تهدیدات ژیانبی و گوگوریو، وارد روابط دیپلماتیک رسمی با سلسله هان شرقی شد. سپس بویو تحت نظارت فرماندهی لیائودونگ هان شرقی قرار گرفت. پس از تهاجم تضعیف کننده شیانبی در سال ۲۸۵، بویو با کمک سلسله جین بازسازی شد. با این حال، این آغاز یک دوره افول بود. حمله دوم ژیانبی در سال ۳۴۶ سرانجام این سرزمین را ویران کرد، به جز برخی از بقایای منطقه مرکزی آن که به عنوان دست‌نشانده گوگوریو تا الحاق نهایی آنها در سال ۴۹۴ باقی ماندند.
ساکنان بویو شامل قبیله یمائک بودند. هیچ اجماع علمی در مورد طبقه‌بندی زبان‌هایی که توسط بویو صحبت می‌شود، از جمله ژاپنی،آموری و شاخه جداگانه‌ای از زبان‌های آلتایی وجود ندارد. با توجه به سوابق سه پادشاهی، زبان بویو مشابه زبان همسایگان جنوبی خود گوگوریو و دونگایی بود و زبان اوکجه فقط کمی با آنها متفاوت بود. هر دو گوگوریو و باکجه، دو پادشاهی از سه پادشاهی کره، خود را جانشینان بویو می‌دانستند.

## میراث
در دهه ۱۹۳۰ مورخ چینی جین یوفو (金 毓 黻) الگوی خطی‌تبار را برای مردم منچوری و کره شمالی، از پادشاهی‌های بویو، گوگوریو و بکجه تا ملیت مدرن کره توسعه داد. مورخان بعدی شمال شرقی چین بر این مدل تأثیرگذار بنا نهاده‌اند. گوگوریو و باکجه، دو پادشاهی از سه پادشاهی کره بودند که خود را جانشین بویو می‌دانستند. گفته می‌شود که پادشاه اونجو، بنیانگذار بکجه، فرزند پادشاه جومونگ، بنیانگذار گوگوریو بوده است. بکجه در سال ۵۳۸ رسماً نام خود را به نام‌بویو یا همان بویوی جنوبی (هانگول: 남 부여؛ هانجا: 南夫 餘) تغییر داد.

## سه بویو
1. دانگ بویو
2. باک بویو
3. نامبویو

## سرنوشت امپراتوری بویو
امپراتوری بویو که پس از امپراتوری گوجوسان و جین، سومین امپراتوری کهن تاریخ کره بود، سرانجام در قرن چهارم میلادی پس از حمله خیتان‌ها به این کشور و نابودی و ویران شدن بویو که در آن زمان مستعمره امپراتوری گوگوریو بود، به‌طور کامل ضمیمه گوگوریو شد.